# Circuladô
Circuladô è un album in studio del cantautore brasiliano Caetano Veloso, pubblicato nel 1991.

## Tracce
1. Fora Da Ordem
2. Circuladô de Fulô
3. Itapuã
4. Boas Vindas
5. Ela Ela
6. Santa Clara, Padroeira da Televisão
7. Baião da Penha
8. Neide Candolina
9. A Terceira Margem do Rio
10. O Cu do Mundo
11. Lindeza